# Najat Vallaud-Belkacem

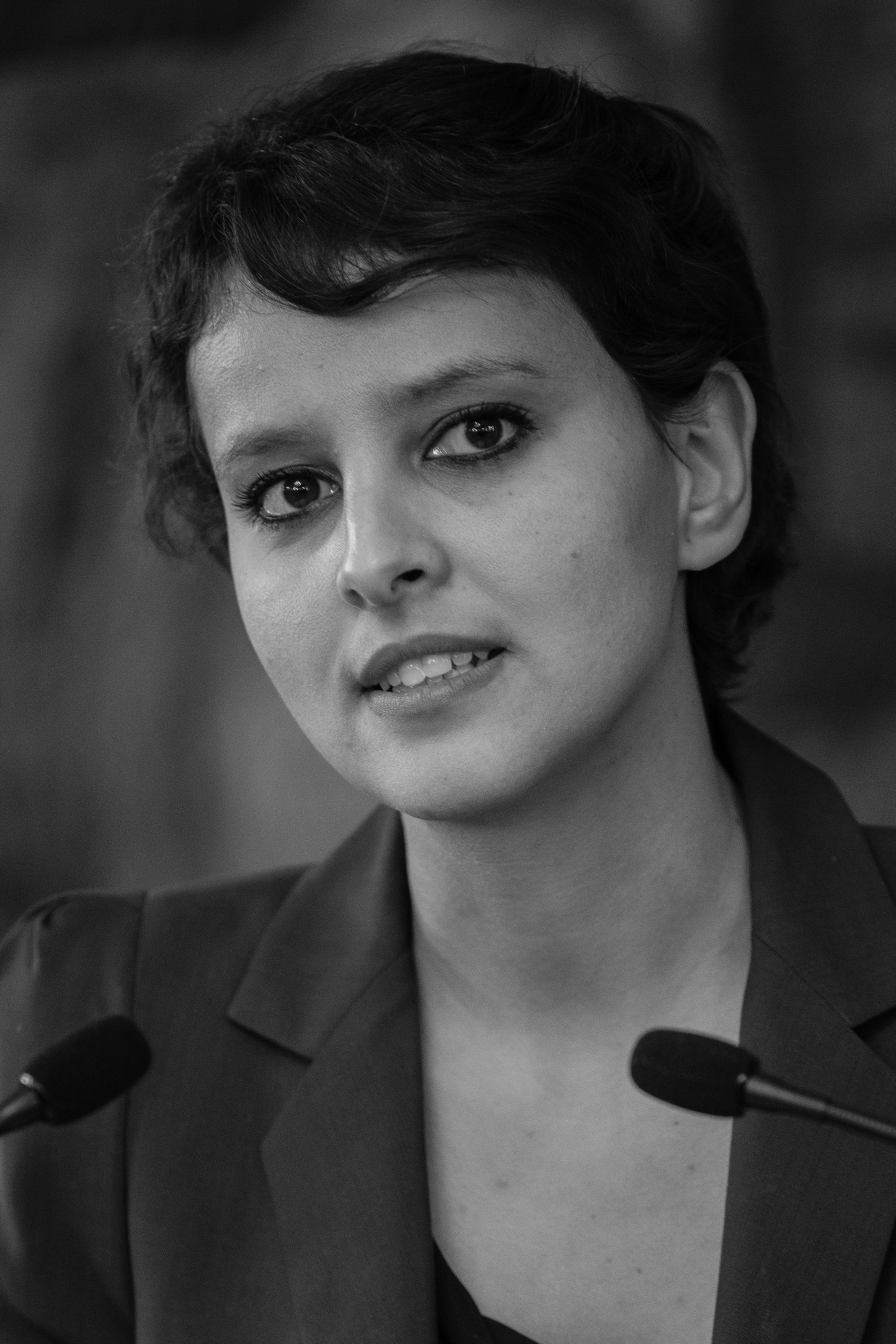
Najat Vallaud-Belkacem, 2013.

Najat Vallaud-Belkacem, född Belkacem 4 oktober 1977 i Bni Chiker i Nador-provinsen, Marocko, är en marockansk-fransk politiker inom Socialistiska partiet.
Vallaud-Belkacem kom till Frankrike som fyraåring. Hon är diplomerad från Sciences Po Paris och har arbetat som jurist.
Hon har varit minister med ansvar för kvinnors rättigheter (16 maj 2012 till 25 augusti 2014 i regeringen Ayrault och regeringen Valls I), minister för ungdomsfrågor och idrott (2 april 2012 till 25 augusti 2014 i regeringen Valls) samt utbildningsminister (25 augusti 2014 till 10 maj 2017 i regeringen Valls II). I och med att hon tillträdde som utbildningsminister blev hon den första kvinnan på posten i Frankrike.
Hon var även den franska regeringens talesperson från 16 maj 2012 till 31 mars 2014. 

### Fotnoter
1. ↑  Roglo, person-ID på Roglo: p=najat;n=belkacem.[källa från Wikidata]
2. ↑  Munzinger Personen, Munzinger person-ID: 00000029813, läst: 9 oktober 2017.[källa från Wikidata]
3. ↑  läs online, www.legifrance.gouv.fr  .[källa från Wikidata]
4. ↑  l'Association des Sciences-Po - Fiche profil (på franska), läs online, läst: 22 september 2021.[källa från Wikidata]
5. ↑  läs online, frenchamerican.org .[källa från Wikidata]
6. ↑  NOR: PRER2203733D.[källa från Wikidata]
7. ↑  Najat Vallaud-Belkacem – the new face of France. The Guardian. (engelska)
8. 1 2  ”Frankrikes minister med ansvar för kvinnors rättigheter besökte Sverige”. Frankrikes ambassad i Sverige. Arkiverad från originalet den 4 augusti 2016. https://web.archive.org/web/20160804064744/http://www.ambafrance-se.org/Frankrikes-minister-med-ansvar-for. Läst 3 november 2014.
9. ↑  ”Fransk regering behåller kursen”. Dagens Nyheter. http://www.dn.se/nyheter/varlden/fransk-regering-behaller-kursen/. Läst 3 november 2014.